# ریشارد آکرشات
ریشارد آکرشات (انگلیسی: Richard Ackerschott; ۱۰ دسامبر ۱۹۲۱ – ۳۱ مارس ۲۰۰۲) بازیکن فوتبال اهل آلمان بود.
از باشگاه‌هایی که در آن بازی کرده‌است می‌توان به باشگاه ورزشی وردر برمن اشاره کرد.